# Nathaniel de Rothschild
Pour les autres membres de la famille, voir Famille Rothschild.
Nathaniel de Rothschild, né le 2 juillet 1812 à Londres et mort le 19 février 1870 à Paris, est un banquier, homme d'affaires et propriétaire viticole franco-britannique.

## Biographie
Fils de Nathan Mayer Rothschild, il s'installe à Paris en 1859 pour travailler dans les affaires bancaires de son oncle, James de Rothschild.
En 1853, il acquiert le château Brane Mouton, un vignoble de Pauillac, en Gironde, auprès du banquier parisien Thuret, qui l'avait déjà acheté du baron Hector de Branne en 1830. Rothschild paye 1 175 000 francs pour les 65 hectares de Brane-Mouton (263 000 m2 de vignobles et renomme le domaine, Château Mouton Rothschild, qui deviendra l'un des vignerons les plus connus au monde.
En 1868, son oncle James acquit le vignoble voisin de Château Lafite. Ce prestigieux premier cru (plus de trois fois la taille de Château Mouton) a créé une rivalité familiale. Dans le classement officiel des vins de Bordeaux en 1855, Château Mouton a été classé deuxième, ce qui a beaucoup contrarié son propriétaire. En réponse, il a composé la devise : Premier ne puis, second ne daigne, Mouton suis. ("D'abord je ne peux pas être, ensuite je ne choisis pas d'être, Mouton je suis.").
En 1842, il épouse sa cousine Charlotte de Rothschild (1825-1899), fille de James de Rothschild. Ils ont eu les enfants suivants:
- Nathalie de Rothschild (1843-1843)
- Nathan James Edouard de Rothschild (1844-1881), marié à Laura Thérèse von Rothschild (m. 1871)
- Mayer Albert de Rothschild (1846-1850)
- Arthur de Rothschild (1851-1903).

En 1856, Nathaniel et son épouse achètent l'hôtel particulier située au 33, rue du Faubourg-Saint-Honoré à Paris au duc Decrès. À l'époque, il avait été loué à l'ambassade de Russie, mais lorsque le bail expire en 1864, il avait rénové le bâtiment et en avait fait sa résidence municipale. Cédé à son fils Arthur de Rothschild, il le vend en 1918 au Cercle de l'Union interalliée. En 1878, la veuve de Nathaniel rachète l'ancienne abbaye des Vaux-de-Cernay, dans la vallée de Chevreuse. À l'époque, il ne restait que les ruines d'une abbaye cistercienne construite en 1118. Elle entreprit d'importants travaux de restauration et de nouvelles constructions la propriété au bord du lac dans une maison de campagne de luxe.
La propriété de Château Mouton Rothschild sera transmise à son fils James Nathan et, par son intermédiaire, à son arrière-petit-fils, Philippe de Rothschild.

## Sources
- (en) Cet article est partiellement ou en totalité issu de l’article de Wikipédia en anglais intitulé « Nathaniel de Rothschild » (voir la liste des auteurs).